# Bert Leysenprijs
De Bert Leysenprijs werd van 1960 tot 1998 uitgereikt door de Bert Leysenstichting aan een televisieproduct dat deze waarden combineert: "schoonmenselijkheid, brede verdraagzaamheid, Vlaamse gebondenheid, Europese gerichtheid."
De prijs, bestaande uit een geldbedrag van 20.000 Belgische frank, heeft haar naam te danken aan de grondlegger van de Vlaamse televisie Bert Leysen, die in 1959 op 39-jarige leeftijd bij een ongeval om het leven kwam. Om zijn nagedachtenis te eren richtte een aantal van zijn vrienden de Bert Leysenstichting op, die zich mede ten doel stelde jaarlijks een prijs toe te kennen aan de beste Vlaamse televisie-productie.